# Prostracija
Prostracija ali poklanjanje je gesta, pri kateri se telo položi v spoštljiv ali podrejen položaj. Običajno se prostracija razlikuje od manjših dejanj priklanjanja ali klečanja po tem, da se del telesa nad kolenom, zlasti roke, dotika tal.
Večje svetovne religije uporabljajo prostracije kot dejanje podrejenosti ali čaščenja entiteti ali Vrhovnemu bitju (tj. Bogu), kot v metanoja v krščanski molitvi, ki se uporablja v vzhodnopravoslavni in orientalskopravoslavni cerkvi in v sujud islamske molitve, salah. V različnih kulturah in tradicijah se prostracije podobno uporabljajo za izkazovanje spoštovanja vladarjem, civilnim oblastem in družbenim starešinam ali nadrejenim, kot pri kitajskem klanjanju ali starogrški proskinezi. Dejanje je bilo tradicionalno pogosto pomemben del verskih, civilnih in tradicionalnih ritualov in obredov ter se še vedno uporablja v mnogih kulturah.

## Tradicionalne verske prakse
Številne verske ustanove (spodaj navedene po abecednem vrstnem redu) uporabljajo prostracijo, da bi poosebljale spuščanje, podreditev ali opustitev individualnega ega pred večjo duhovno močjo ali prisotnostjo.

### Bahajska vera
V bahajski veri se prostracija opravlja kot del ene od alternativ obvezne molitve ("dolge"), v primeru potovanja pa se namesto vsake zamujene obvezne molitve opravi poklon, poleg tega pa se reče »Slavljen bodi Bog, Gospod moči in veličanstva, milosti in obilja«. Če pa tega ni mogoče storiti, zadostuje »Slavljen bodi Bog«. Obstajajo posebnosti o tem, kje se lahko opravi poklon, vključno z »Bog vam je dal dovoljenje, da se poklonite na kateri koli čisti površini ...« (opomba št. 10) in »Obsoja tudi prakse, kot je poklon pred drugo osebo, in druge oblike vedenja, ki ponižujejo posameznika v odnosu do drugega«. (opomba št. 57)

### Budizem
V budizmu se pogosto uporablja prostracija, različne stopnje fizičnega gibanja pa se tradicionalno štejejo v trojkah in so povezane s tremi dragulji, ki ga sestavljajo:
- Prebujeni (sanskrt/pali: Buda) (v tem pomenu, imeti potencial)
- njegov nauk (sanskrt: Dharma; pali: Dhamma)
- njegova skupnost (Sangha) plemenitih učencev (arija-savaka).[4]

Poleg tega različne šole znotraj budizma uporabljajo prostracijo na različne načine, kot je tibetanska tantrična predhodna praksa 100.000 poklonov kot sredstvo za premagovanje ponosa. Tibetanski romarji pogosto napredujejo tako, da se na vsakem koraku popolnoma uležejo, nato pa se med vstajanjem premaknejo naprej, tako da na vsakem delu poti ležijo na obrazu. Vsaki trije koraki vključujejo popoln poklon; številka tri se nanaša na Trojni dragulj. To se pogosto izvaja okoli stupe in na izjemno napornem romanju se gora Kailaš v celoti obkroži na ta način, kar traja približno štiri tedne, da se dokonča 52-kilometrska pot. Prav tako ni nenavadno videti romarje, ki izvajajo prostracijo vse od svojega doma do Lase, včasih na razdalji več kot 2000 km, postopek pa traja do dve leti.

### Krščanstvo
V orientalskem in zahodnem pravoslavnem krščanstvu verniki padajo na tla med sedmimi določenimi molitvenimi časi; nekateri verniki uporabljajo molitvene preproge, da bi vernikom zagotovili čist prostor za krščanske molitve k Bogu, npr. med kanonskimi urami. Orientalski pravoslavni kristjani, kot so Kopti, v svoje molitve vključujejo prostracijo, ki jih izvajajo obrnjeni proti vzhodu v pričakovanju Jezusovega drugega prihoda, »trikrat se prostrirajo v imenu Trojice; na koncu vsakega psalma ... med molitvijo 'Aleluja'; in večkrat« med enainštiridesetimi molitvami Kyrie eleisons (prim. Agpeya). Sirski pravoslavni in indijski pravoslavni kristjani, pa tudi kristjani, ki pripadajo sirski cerkvi Mar Thoma (orientalski protestantski denominaciji), se večkrat prostrirajo ob sedmih določenih molitvenih časih, med katerimi se molijo kanonične ure, trikrat med molitvijo Qauma, ob besedah »Križan za nas, usmili se nas!«, trikrat med recitiranjem nicejske veroizpovedi ob besedah »In se je učlovečil od Svetega Duha ...«, »In je bil križan za nas ...« in »In tretji dan je vstal od mrtvih ...«, pa tudi trikrat med molitvijo kerubimov, medtem ko molijo besede »Blagoslovljena je Gospodova slava z njegovega kraja na veke!« (prim. Shehimo). Orientalski katoliški in orientalski protestantski obredi prav tako uporabljajo prostracijo na podoben način kot orientalske pravoslavne cerkve.
Med staroritualisti se molitvena preproga, znana kot područnik, uporablja za ohranjanje čistoče obraza in rok med prostracijo, saj se ti deli telesa uporabljajo za znamenje križa.
Katoliška, luteranska in anglikanska cerkev uporabljajo polno prostracijo, ko ležijo ravno na tleh z obrazom navzdol, med podelitvijo svetih redov, redovniških zaobljub in posvečenjem devic. Poleg tega se v Rimskokatoliški cerkvi in Združeni metodistični cerkvi na začetku liturgije velikega petka duhovnik in diakon prostrirajo pred oltarjem. Dominikanska praksa na bogoslužjih velikega petka v prioratnih cerkvah vključuje poklon vseh menihov v cerkveni ladji. V Rimskokatoliški, luteranski in anglikanski cerkvi lahko namesto pokleka uporabijo delno prostracijo (globoki prikloni) za tiste, ki ne morejo poklekniti. Poklon se vedno izvaja pred Bogom, v primeru svetih redov, zaobljub ali posvetitve pa se kandidati poklonijo pred oltarjem, ki je simbol Kristusa.
V vzhodni pravoslavni cerkvi se prostracija pred znamenjem križa, ki sestoji iz klečanja in dotikanja glave tal. Običajno se izvajajo tako v določenih trenutkih med bogoslužjem kot tudi pri čaščenju relikvij ali ikon. Vendar pa so pokloni prepovedani na Gospodov dan (nedelja) in med velikonočnim časom (velikonočni čas) v čast vstajenja in se tradicionalno odsvetujejo na velike Gospodove praznike. Med velikim postom in velikim tednom so predpisane pogoste poklone (glej Molitev sv. Efraima). Pravoslavni kristjani se lahko poklonijo tudi pred ljudmi (čeprav v tem primeru brez znamenja križa, saj to ni dejanje čaščenja ali bogoslužja), kot so škof, njegov duhovni oče ali drug drugega, ko prosijo za odpuščanje (zlasti pri večernici, ki se začne z velikim postom popoldne na nedeljo odpuščanja). Tisti, ki fizično ne morejo narediti polne prostracije, lahko namesto tega uporabijo metanije (poklone v pasu).

### Hinduizem
V hinduizmu je v verski obred pudže vključena osemkraka (aštanga pranama, imenovana tudi dandavat, kar pomeni 'kot palica') in petkraka (pančanga pranama) prostracija.

### Islam
V islamu se prostracija (sadžadat,, množina od sudžud ali sadžda) uporablja za hvalo, poveličevanje in ponižnost pred Alahom (Bogom) in so bistveni del petih obveznih molitev, ki se opravljajo vsak dan; to velja za obvezno za vsakega muslimana, ne glede na to, ali se molitve opravljajo individualno ali v skupnosti. Poleg tega se dvaintrideseto poglavje (sura) Korana naslovi As-Sadždah ("Poklon": glej 32:1 (prevedel Jusuf Ali)), medtem ko se arabska beseda sudžud (ki pomeni poklon) v Koranu pojavi približno 90-krat, kar mnogi muslimanski učenjaki trdijo kot še en primer njenega pomena v islamu.
Glede na pripoved o besedah in dejanjih Mohameda, kot je zajeta v zbirki hadisov Ibn Madže, naj bi Mohamed dejal, da je »[m]olitev [salah] zdravilo za številne bolezni« in ljudem svetoval, naj se elegantno podajo na tla.
Pomembno je tudi omeniti, da je v islamu podajanje na tla komurkoli razen Alahu absolutno prepovedano, saj predstavlja širk. Mohamed je muslimanom strogo prepovedal, da bi se pred njim podajali na tla. Ne glede na okoliščine noben musliman ne bi smel zahtevati ali sprejeti podajanja na tla od drugih, saj je podajanje na tla komurkoli razen Alahu v islamu strogo prepovedano.

### Džainizem
V džainizmu ima podaja na tla velik pomen, zlasti ko je vernik v templjih ali pred vzvišenimi dušami. Predstavlja odrekanje ega.

### Judovstvo
V judovstvu besedila Tanah in Talmud ter spisi Gaonim in Rišonim kažejo, da je bilo podajanje na tla med judovskimi skupnostmi zelo pogosto do srednjega veka. V Mišni Tori Majmonides navaja, da je treba na koncu Amide, trikrat na dan, izvajati popolno prostracijo (s telesom, pritisnjenim na tla). Člani karaitske denominacije izvajajo popolno prostracijo med molitvami. Tradicionalno so ortodoksni aškenaški Judje prostrirali med Roš Hašano in Jom Kipurjem, prav tako jemenski Judje med Tahanunom, delom dnevne judovske molitve. Etiopski Judje so tradicionalno prostrirali med praznikom, značilnim za njihovo skupnost, znanim kot Sigd. Sigd izhaja iz korenske besede, ki v ge'ezščini, aramejščini in arabščini pomeni prostracija. Med talmidskimi haRambami obstaja gibanje za oživitev prostracije kot rednega dela dnevnega judovskega bogoslužja.
Rabinski judovski verniki učijo, da so se morali ljudje na dvorišču, ko je veliki duhovnik na Jom Kipur v Svetinji svetih v Jeruzalemu izgovoril tetragramaton, popolnoma prostrirati, ko so slišali ime, izgovorjeno na glas.
Judovstvo prepoveduje prostracijo neposredno na kamniti površini, da bi preprečilo enačenje s podobnimi praksami kanaanskih politeistov.

### Sikhizem
Sikhi se poklonijo pred Gurujem Granthom Sahibom, svetim pismom Sikhov. Sikhi imajo Guruja Grantha Sahiba za svojega živega Guruja in nespremenljivo božjo besedo: tako Sikhi s poklonom izročijo glavo svojemu Guruju in čakajo na ukaz, ki se sprejme v obliki hukamname ali naključnega odpiranja Guruja Grantha Sahiba, da se razkrije odlok za posameznika ali skupnost (podobno kot starorimska praksa svojevrstnega sanctoruma, oblika bibliomancije). Sikhi poklon imenujejo mutha tekna ('spuščanje čela'). Kadar koli in kolikokrat je Sikh v prisotnosti Guruja Grantha Sahiba, se pokloni, običajno ob prvem pogledu na Guruja Grantha Sahiba in ponovno ob odhodu iz prisotnosti Guruja Grantha Sahiba. Sikhi se pri svojem osebnem čaščenju (jutranji Nitnem in večerni Rehra) poklonijo po zaključku molitev in ard. Smer poklona ni pomembna, saj Sikhi poudarjajo vseprisotnost Boga: če pa je mogoče, se Sikhi po navadi poklonijo v smeri, v kateri so shranjene bani (knjige, ki vsebujejo božjo besedo, kot sta Gutka Sahib ali Pothi Sahib). Druge prostracije, ki jih izvajajo Sikhi iz indijske kulture, so dotikanje stopal, da pokažejo spoštovanje in veliko ponižnost (običajno se to počne starim staršem in drugim družinskim starešinam). Popolna prostracija je rezervirana za Guruja Grantha Sahiba, saj velja za najvišje dejanje fizične ponižnosti in čaščenja.

## Drugi konteksti

### Klanjanje na Kitajskem
Zunaj tradicionalnih verskih institucij se prostracije uporabljajo za izkazovanje spoštovanja do posvetne moči, v prizadevanju za splošni duhovni napredek in kot del režima fizičnega zdravja.

### Havaji
Na starodavnih Havajih je oblika prostracije, znana kot kapu moe, od vseh zahtevala, da se poklonijo v prisotnosti nīʻaupiʻoja ali piʻo poglavarja pod grožnjo smrti. Edini ljudje, ki so bili iz tega izvzeti, so bili poglavarji naslednje stopnje, poglavarji naha in wohi, ki so morali sedeti v njihovi prisotnosti. Znano je, da so to prakticirale tudi druge polinezijske skupine.

### Cesarska Kitajska
V cesarski Kitajski se je oblika poklona, znana kot klanjanje ali katau, uporabljala kot znak spoštovanja in čaščenja.

### Japonska
Na Japonskem je pogosta oblika poklona dogeza, ki se je uporabljala kot znak globokega spoštovanja in podrejenosti starešinam družine, gostom, samurajem, daimjojem in cesarju. V sodobnem času se običajno uporablja le v skrajnih okoliščinah, na primer pri opravičevanju za zelo resne prestopke ali pri prošnji za neverjetno uslugo.
Za izvedbo dogeze oseba najprej sede/kleči, znano kot seiza, nato pa se z glavo dotakne tal. Ta praksa je lahko povezana z obredi šintoistične religije in kulture Japonske, ki segajo stoletja nazaj.

### Borilne veščine
Šugjo v borilnih veščinah, zlasti v slogih Šōtōkai in Kjokušin karateja, je oblika ekstremne duhovne discipline.

### Joga
V sodobni praksi joge so 'pozdravi soncu' (sūrya namaskara) reden del rutine vadečih. Takšna praksa se lahko uporablja tako za ohranjanje fizičnega dobrega počutja kot za duhovno doseganje.

### Jorubski Ìdọ̀bálẹ̀ in Ìkúnlẹ̀
V tradicionalni in sodobni jorubski kulturi mlajši moški družinski in skupnostni člani pozdravijo starejše tako, da zavzamejo položaj, imenovan ìdọ̀bálẹ̀. Tradicionalni, polni jorubski pokonci vključujejo prostratorja, ki leži skoraj na trebuhu z iztegnjenimi nogami za trupom, medtem ko je preostanek njegove teže oprt na obe roki. To tradicionalno obliko nadomešča bolj neformalen priklon in dotikanje konic prstov tal pred starejšim z eno roko, medtem ko se rahlo upogne v kolenu. Ženska oblika pozdrava je ìkúnlẹ̀, oblika klečanja, kjer se mlajša stranka prikloni na eno ali obe koleni pred starejšim sorodnikom ali članom skupnosti. Obe gesti sta pogosto uporabljeni; če ju ne izvedemo, bi to veljalo za nevljudno.
Spremenjene različice obeh pozdravov so pogoste tudi v tradicionalnih jorubskih verskih in kulturnih kontekstih v afriški diaspori, zlasti v Braziliji in na Kubi.